# Maurycy Szymel
Maurycy Szymel, auch: Mosheh (geboren 1903 in Lemberg, Österreich-Ungarn; gestorben 1942 in Lemberg) war ein polnischer Schriftsteller, Publizist und Übersetzer in jiddischer und polnischer Sprache.

## Leben
Maurycy Szymel wuchs in einer jiddischsprachigen Arbeiterfamilie in Lemberg auf, wo er das Gymnasium besuchte. Szymel zog nach Warschau, wo er in der jüdischen Presse in Jiddisch und in Polnisch schrieb. Sein erstes Gedicht erschien 1925 in der Kinderzeitung Chwila. 1933 bis 1935 erschienen von ihm und Roman Brandstaetter mehrere gegensätzliche Artikel zur polnisch-jüdischen Literatur und Identität in der Zeitschrift Opinia. Er übersetzte aus dem Jiddischen ins Polnische unter anderem  Werke von Zusman Segałowicz und Lejb Małach.
Beim deutschen Überfall auf Polen 1939 kehrte er in das nun sowjetisch okkupierte Lemberg zurück. Nach der deutschen Besetzung Lembergs arbeitete er in der Verwaltung des von den Deutschen angeordneten Judenrats im Ghetto Lemberg. Szymel starb an den Haftbedingungen im Zwangsarbeitslager Lemberg-Janowska.

## Werke (Auswahl)
Jiddisch
- Mir iz umetik. 1936
- ausgewählte Gedichte in der Anthologie von Binem Heller: Dos lid iz geblibn : lider fun Yidishe dikhṭer in Poyln, umgeḳumene b-es̀ der Hiṭlerisher oḳupatsye : anṭologye. Farlag "Yidish-Bukh", 1951
- Ima ba-afelah: Ve-shirm aḥerim. Matka w mroku i inne wiersze. Tel Aviv, 1995

Polnisch
- Powrót do domu. 1931
- Skrzypce przedmieścia. 1932